# Adam Kraśnicki
Adam Kraśnicki (né en 1952 à Gliwice) est un journaliste, publiciste, réalisateur et scénariste de films documentaires polonais.

## Filmographie partielle
- 1980 : Człowiek tego czasu
- 1994 : Moje Credo
- 1997 : Moje Tatry. Jan Paweł II na Podhalu
- 2005 : Gwałtownik Boży
- 2012 : Soli Deo Gloria
- 2013 : Nie tylko Gustlik
- 2016 : Prorok nie umiera. Ks. Franciszek Blachnicki
- 2018 : Dominum montes - góry Jana Pawła II
- 2019 : Machabeusz z Hajduk – rzecz o ks. Józefie Czempielu
- 2019 : Oto człowiek – rzecz o Henryku Sławiku i Jozsefie Antallu
- 2023 : Mulier fortis – Zofia Kossak

## Récompenses et distinctions
En décembre 2020, Adam Kraśnicki reçoit le Grand Prix dans la catégorie Événement dans le cadre de la 8e édition du concours national de l'Institut de la mémoire nationale pour la meilleure émission historique de l'année.